# Villa romana di Santa Marina
La villa di Santa Marina è una villa romana di età imperiale, i cui resti sono situati nell'omonima tenuta, a Pellizzara, frazione di Petralia Soprana, nelle Madonie, in Sicilia, in provincia di Palermo.

## Storia degli scavi
La scoperta della villa si deve all'archeologo di Petralia Soprana Gaetano Messineo (1943-2010), la cui famiglia aveva una residenza di campagna nel sito. I primi resti vennero alla luce negli anni 1950 davanti ai suoi occhi di bambino, durante i lavori di impianto di una vigna. A quell'epoca i ruderi vennero ricoperti.
Questa prima impressione fu probabilmente di ispirazione per la sua brillante carriera di archeologo: diresse con successo scavi in numerosi siti del territorio abruzzese e del suburbio romano, in Turchia e in Grecia, nell’isola di Lemno, e operò presso la Soprintendenza Archeologica di Roma nel settore nord-occidentale e presso il Museo Nazionale d’Arte Orientale.
Fu anche docente di archeologia classica presso l'Università degli Studi dell'Aquila.

Solo dopo tanti anni nel 2008, riuscì ad intraprendere a S. Marina i primi scavi mirati che fecero riemergere la villa.
Dopo la sua morte, le esplorazioni sono proseguite nel corso degli anni, promosse dalla Soprintendenza BB.CC.AA. di Palermo in convenzione con l’Associazione Culturale “Gaetano Messineo”, nata per proseguire l'opera del professore.

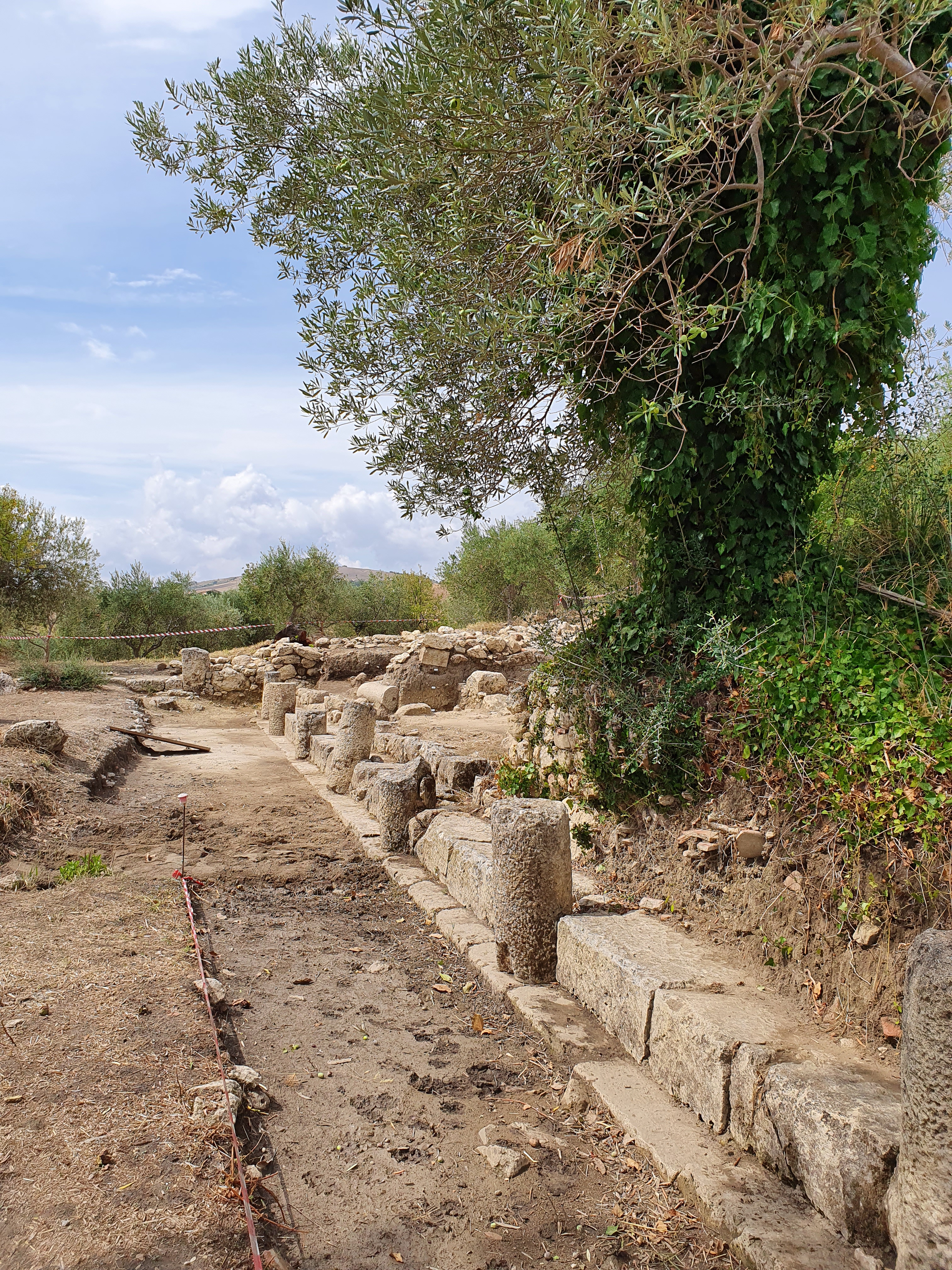
Resti del colonnato del porticato nel 2020

Nel 2013 e 2014 gli scavi sono stati diretti a mettere in luce l'insieme degli edifici, e nel 2019 si sono concentrati sul portico, evidenziando la probabilità di un doppio colonnato.
Nello stesso anno sono state effettuate analisi archeo-zoologiche sui vari resti ossei di animali ritrovati durante gli scavi.
Infine nel 2021 sono state ritrovate tracce di attività di lavorazione dell'osso animale.

## Datazione
Come emerge dagli studi archeologici, nel sito occupato da un precedente modesto insediamento ellenistico, l'edificio principale venne impiantato in età augustea, tra il I sec. a.C. e il I sec. d.C., come si deduce dalla scoperta di ceramica sigillata italica nello strato di fondazione. Da allora fu utilizzato fino alla fine dell’età imperiale, epoca in cui, tra il V e il VI sec., avendo subito un incendio e dei crolli (di cui è stata trovata traccia evidente), venne abbandonato e parzialmente distrutto.
Dalle varie tracce di riuso di parti originarie, risulta che il complesso sia stato poi ulteriormente frequentato in età medievale, tra il X e l'XI sec. d.C., e che i suoi ambienti abbiano ospitato alcune sepolture.
L'insediamento è stato pertanto utilizzato nell'arco di 1300 anni, dall'inizio dell'impero romano sino all'epoca della dominazione araba della Sicilia e della successiva conquista normanna.

## Descrizione generale

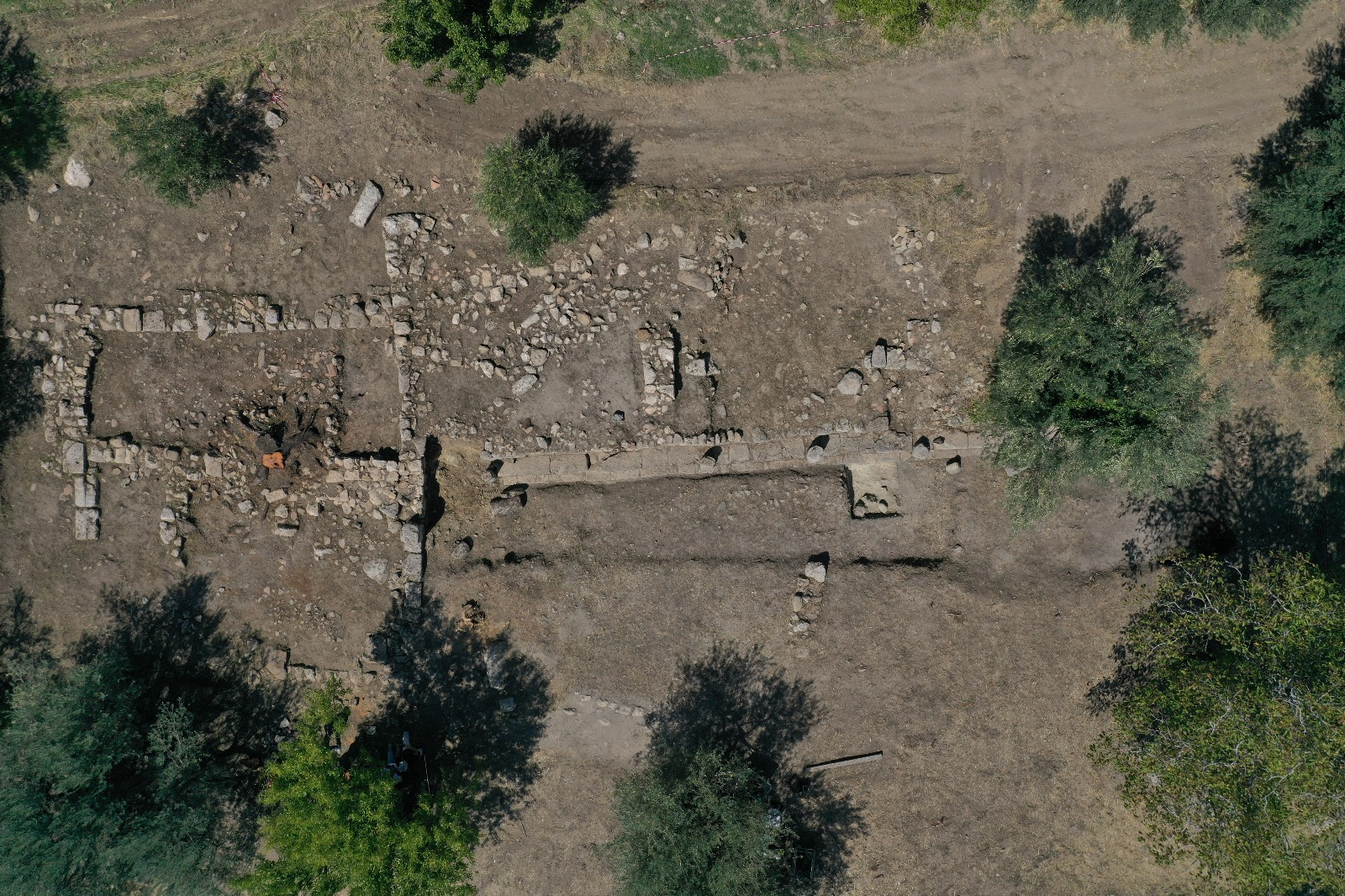
Foto aerea della villa

Il sito è molto più ampio di quanto ora emerge, per soli 450 mq. circa. Infatti le strutture continuano oltre il limite attuale dello scavo. Si tratta di un complesso di edifici che si sviluppa su terrazze, su due livelli, seguendo l’inclinazione del pendio su cui sorge, come era tipico delle ville romane sin dalla loro origine.
Gli svariati vani si dispongono intorno a quello che potrebbe essere stato un peristilio, un ampio spazio delimitato da un portico aperto a sud-ovest, con colonnato in pietra calcarea, probabilmente doppio e battuto sabbioso. Sul fronte del portico, esposto al sole, è emersa la passata presenza di una scalinata.

Ma sono emerse anche delle precise tracce di attività artigianali in loco: delle macine, dei resti animali ossei della fauna boschiva locale (parte di un palco di cervo) oggetto di lavorazione.

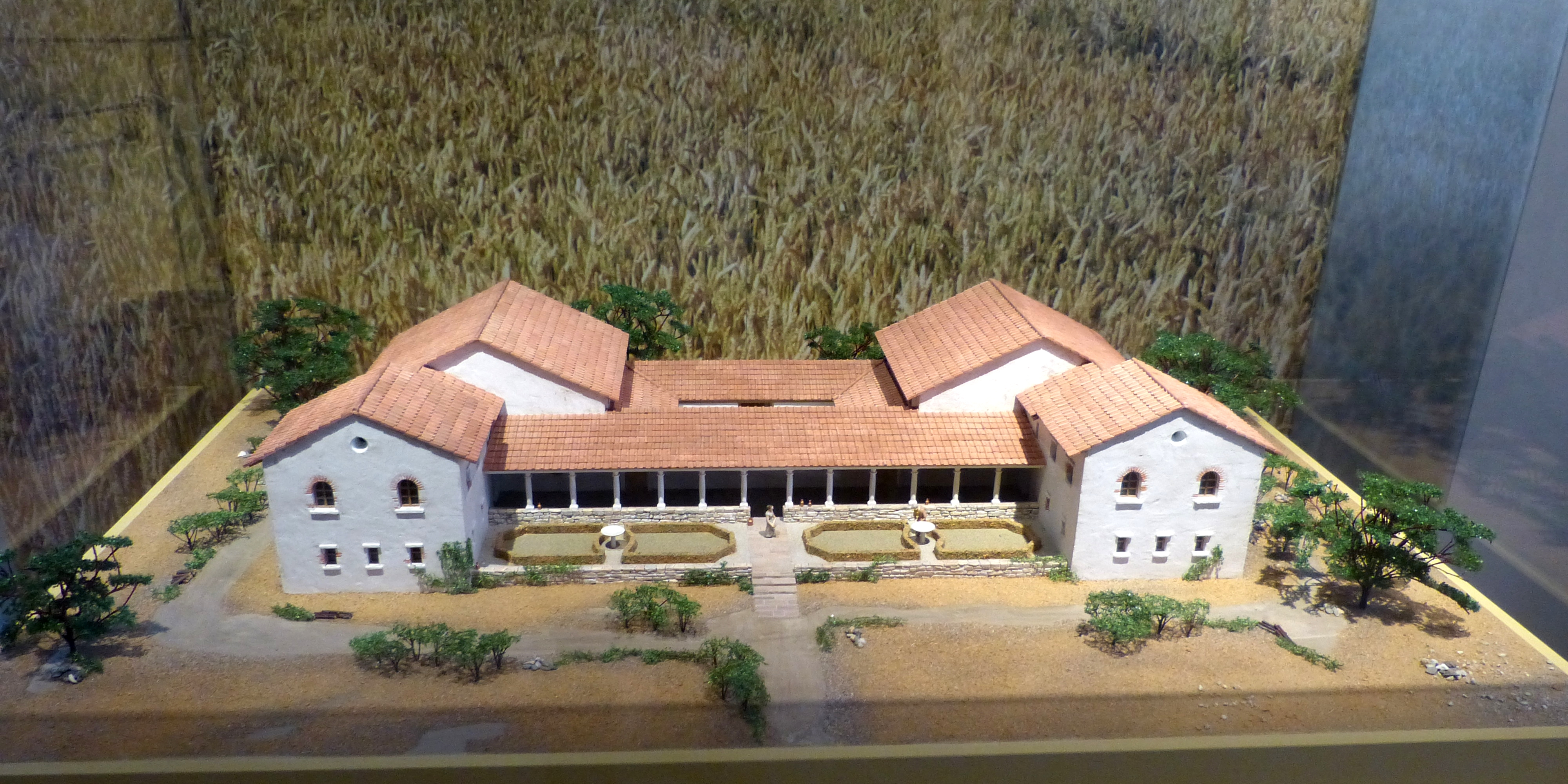
Modellino di una tipica villa rustica romana

Sono state ritrovate anche due tombe ad inumazione in fossa terragna prive di oggetti di corredo.

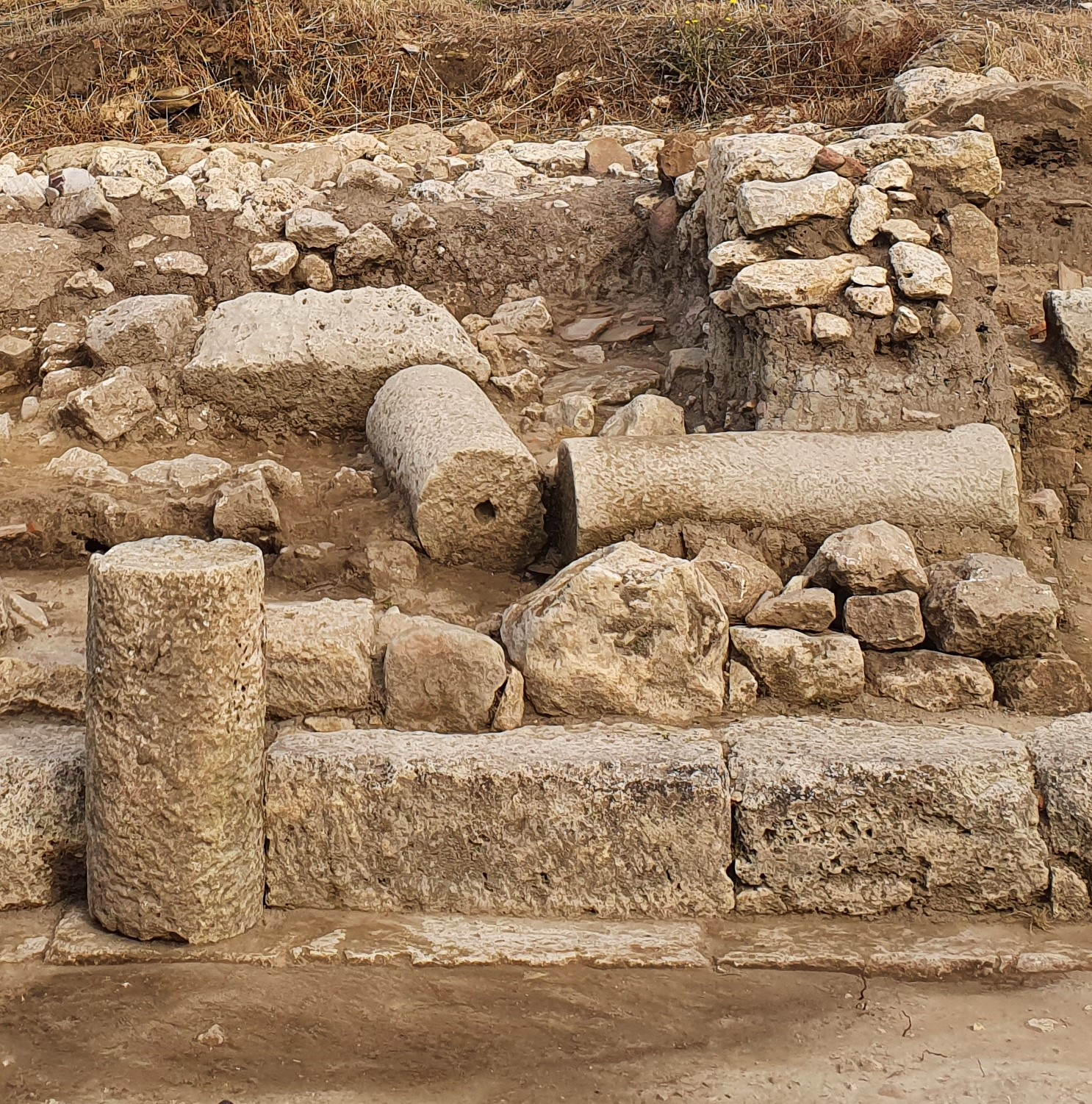
Dettaglio del colonnato del portico

## Contesto geografico e topografico
L'area (700-900 m s.l.m.) si trova al centro di un'ampia zona fertile e riparata dai venti, a poca distanza da una sorgente e dal fiume Alto Salso o Pellizzara, ramo sorgentizio dell'Imera Meridionale. Questo fiume in antichità era navigabile: le chiatte trasportavano a valle granaglie e altri prodotti agricoli, il legname e il salgemma della vicina miniera di Petralia Soprana, uno dei giacimenti più grandi d'Europa, sfruttato già ai tempi dei romani e citato da Vitruvio. In epoca romana il sale valeva quanto l'oro, come merce di scambio, tanto da dare origine alla parola salario.
Il sito non dista molto da vari insediamenti romani: quello tardo antico di Contrada Muratore (Castellana Sicula), quello di Monte Alburchia (Gangi) e infine quello di Balza Areddula (Alimena).

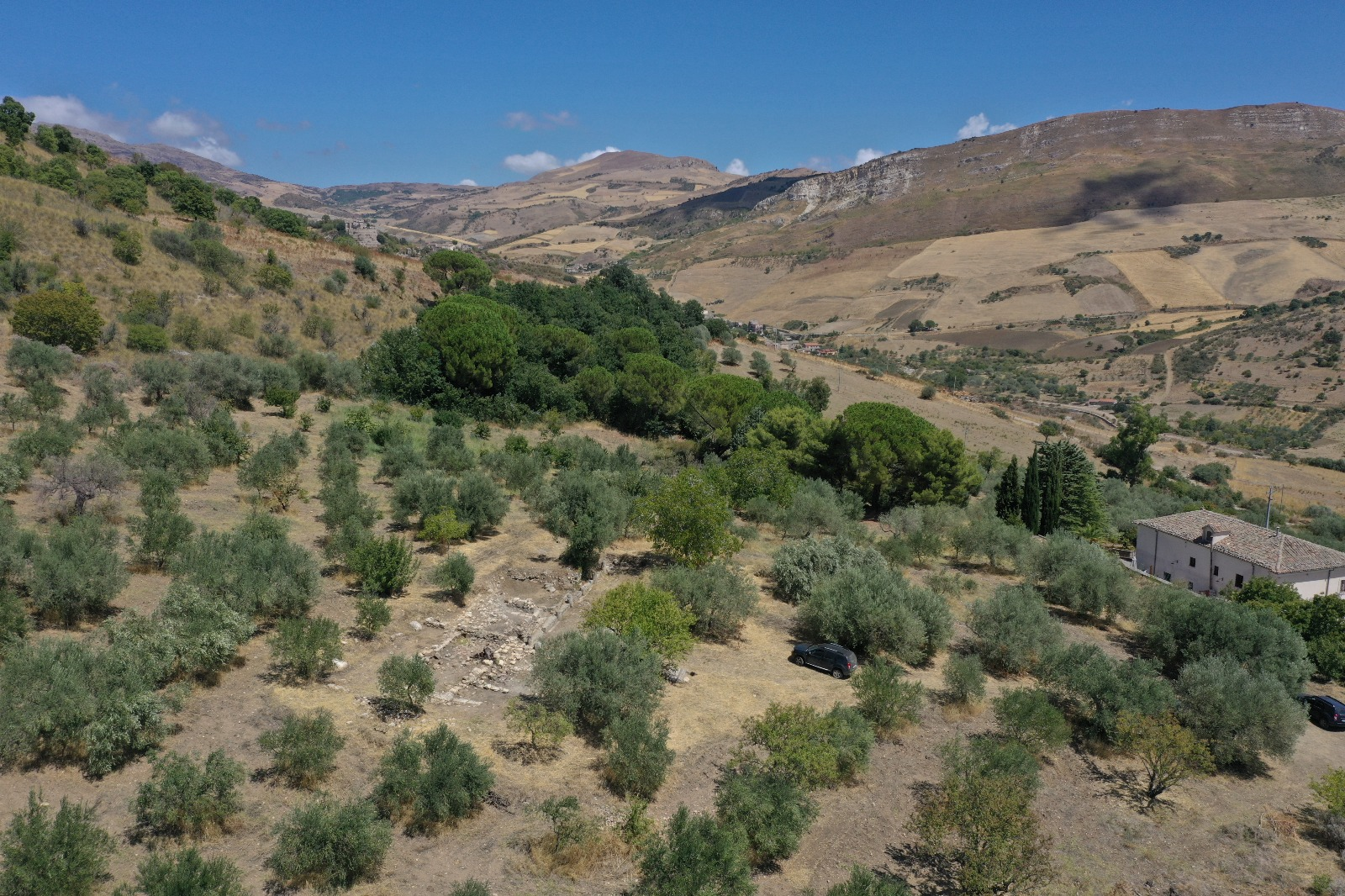
Veduta aerea della contrada S. Marina, con la residenza signorile ottocentesca e a poca distanza, il sito archeologico

Quanto alla viabilità, a poca distanza passava l'antica via del sale, importante tracciato connesso al trasporto di questo minerale, 

e inoltre nei pressi di Raffo, l'Alto Salso era attraversato da una antica pista di traffici commerciali divenuta poi la regia trazzera della zingara o dei forestieri, con un antico fondaco (da dove il toponimo Cozzo del Fondaco), ove sono stati ritrovati materiali antico-romani.
In breve, una zona naturalmente vocata all'attività agro-pastorale e ad attività connesse allo sfruttamento del sale, ed inoltre ben collegata con il resto della Sicilia.

## Contesto storico ed economico
Negli oltre 600 anni di dominazione romana (241 a.C.- 400 d.C.) la Sicilia, che Cicerone definì come la prima provincia di Roma, divenne anche una di quelle più prospere e tranquille, rendendo l’acquisto di terreni appetibile per i ricchi proprietari della Penisola, diventati sempre più numerosi dalla seconda metà del II secolo a.C. in poi.
Si diffusero in Sicilia le residenze extraurbane, o ville, tra cui le più importanti e sontuose sono la villa del Casale e la villa del Tellaro.

le quali si inserivano solitamente nel sistema di produzione del latifundium, basato sul lavoro degli schiavi.
Tipica delle grandi proprietà terriere, la villa rustica era il centro direzionale di un’azienda agraria e al contempo la residenza del proprietario fondiario. 
Questo complesso produttivo in latino era chiamato fundus, o praedium.
Le villae vendevano i prodotti in esubero agli abitanti dei villaggi e delle città, e ai militari. Per garantire la loro autonomia, fabbricavano inoltre in proprio gli utensili artigianali di base. Già in parte nel 2° sec., ma poi soprattutto a cominciare dal 1° sec. a.C., compare anche il tipo della villa rustica destinata esclusivamente al soggiorno di evasione, sita in luoghi paesisticamente piacevoli. Anche nel tipo dedito allo sfruttamento agricolo però, si constata sempre un certo lusso nella residenza del proprietario, la pars dominica.

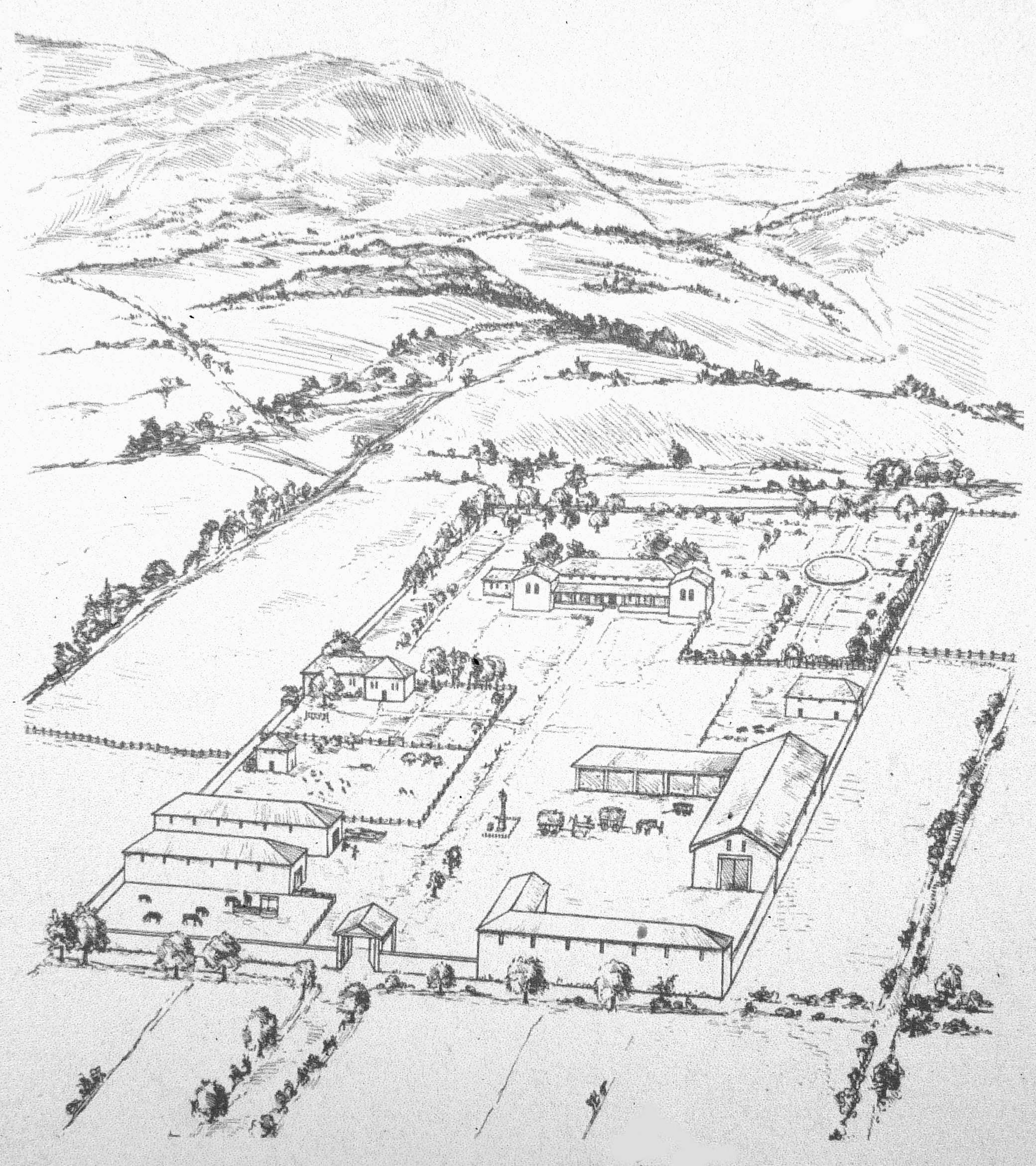
Rappresentazione di un tipico fundus con villa rustica: in primo piano l'azienda agricola e in fondo la villa del proprietario

L'ipotesi attualmente più accreditata per Santa Marina corrisponde a quest'ultimo tipo. Si tratterebbe di un insediamento connesso alla vita del latifondo in quest’area delle Madonie, importante zona di produzione cerealicola
dall’età romana fino al secolo scorso.
Infatti la presenza di macine e di reperti che attestano la lavorazione dell'osso, evoca il praedium e il complesso delle attività lavorative agricole ed artigianali connesse, mentre dall'altra, un certo lusso denotato dalla placchetta del sileno e dall'uso del vetro, depongono per la ricchezza della residenza di soggiorno del proprietario.
Restano ancora da compiere le indagini sull'ampiezza del praedium, che era spesso molto esteso e che potrebbe quindi aver ricompreso anche il sito della cava di salgemma. In questo caso la villa potrebbe aver avuto un ruolo fondamentale nel circuito commerciale della zona.

## Le sepolture
Sono state ritrovate due tombe ad inumazione in fossa terragna,
prive di oggetti di corredo, pertinenti ad una fase
posteriore e ad una mutata destinazione d’uso della
residenza di età imperiale.
L’esame dei due scheletri (due individui di sesso
maschile) con il metodo del radiocarbonio, effettuato
dall’Istituto Nazionale di Fisica Nucleare (INFN) di
Firenze, ha consentito una loro datazione ad età medievale tra la fine del IX e la metà circa del XII secolo d.C. Si tratta di sepolture cristiane.

## I reperti mobili

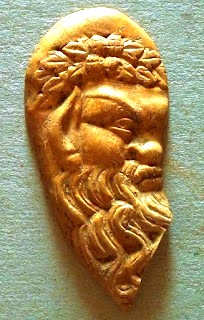
Placchetta in osso raffigurante una testa di Sileno

Oggi custoditi presso la Sezione Archeologica del Museo Civico di Petralia Soprana, consistono in materiale ceramico a vernice nera di età ellenistica, ceramica sigillata africana e di età imperiale, tegole, anfore e vasi. 
Fra i primi oggetti ritrovati, spicca una placchetta di osso raffigurante una testa di
Sileno, che ha permesso di fornire una prima datazione all'età imperiale o forse già all'età ellenistica.
La placchetta, appartiene ad un triclinio da banchetto e quindi ad un oggetto di lusso. 
Così come lo è il bicchiere in vetro, di cui è stata trovata parte, oggetto quasi certamente importato, reperibile in quell'epoca solo in una ricca residenza.
Ma sono emerse anche delle precise tracce di attività artigianali in loco: delle macine per la lavorazione dei cereali e dei resti animali ossei locali oggetto di lavorazione (parte di un palco di cervo, animale che in passato faceva parte della fauna boschiva locale, un ago e una spatolina).
Proprio il ritrovamento congiunto di queste varie tipologie di oggetti, che indica la coesistenza nel sito di una residenza lussuosa e di attività agricole e artigianali, depone per la destinazione del complesso a villa rustica.